# 石川県の市町村章一覧
石川県の市町村章一覧（いしかわけんのしちょうそんしょういちらん）は、石川県内の市町村に制定されている、あるいは制定されていた市町村章の一覧である。なお、一覧の順序は全国地方公共団体コード順による。廃止された市町村章は廃止日から順に掲載している。

## 市部
| 市       | 市章 | 由来                                                                           | 制定日        | 備考                                                                            |
| -------- | ---- | ------------------------------------------------------------------------------ | ------------- | ------------------------------------------------------------------------------- |
| 金沢市   |      | 梅の花の形に「金」を配したもの                                                 | 1891年3月7日  |                                                                                 |
| 七尾市   |      | 「N」を表している                                                              | 2004年10月1日 | 色は青色と水色が指定されている 2代目の市章である                                |
| 小松市   |      | 「小松」を図案化したもの                                                       | 1941年3月20日 | 色は緑色が指定されている                                                        |
| 輪島市   |      | 「ワジマ」を図案化したもの                                                     | 2006年2月1日  | 色は緑色と青色が指定されている 2代目の市章である                                |
| 珠洲市   |      | 「スズ」を組み合わせたもの                                                     | 1954年9月16日 |                                                                                 |
| 加賀市   |      | 「K」を図案化したもの                                                          | 2005年7月28日 | 2005年7月18日に公表され、色は青色・緑色・黄色が指定されている 2代目の市章である |
| 羽咋市   |      | 「はくい」を図案化したもの                                                     | 1958年9月30日 |                                                                                 |
| かほく市 |      | 「か」を図案化したもの                                                         | 2004年3月1日  | 色は緑色と青色が指定されている                                                  |
| 白山市   |      | 中央に白山を配し、三本の潮の流れは上の1本が手取川・下の2本は日本海を表したもの | 2005年2月1日  | 色は白色・黄緑色・青色・水色が指定されている                                    |
| 能美市   |      | 三つの「の」を渦巻き状に配しかつ意匠化し、図案化したもの                       | 2005年2月1日  | 色は橙色・青色・緑色が指定されている                                            |
| 野々市市 |      | 「のの」を組み合わせ、分銅を形成したもの                                       | 1960年6月15日 | 野々市町章として制定され、市制施行後に継承される                                |

## 町村部
| 郡     | 町村       | 町村章 | 由来                                                          | 制定日        | 備考                                                                                 |
| ------ | ---------- | ------ | ------------------------------------------------------------- | ------------- | ------------------------------------------------------------------------------------ |
| 能美郡 | 川北町     |        | 「川北」を図案化したもの                                      | 1947年        | 川北村章として制定され、町制施行後に継承される                                       |
| 河北郡 | 津幡町     |        | 「ツバ」を図案化したもの                                      | 1966年1月11日 |                                                                                      |
| 河北郡 | 内灘町     |        | 「う」を図案化したもの                                        | 1962年1月1日  | 色は緑色が指定されている                                                             |
| 羽咋郡 | 志賀町     |        | 「S」と円を表したもの                                         | 2005年9月1日  | 2代目の町章である 色は青色・緑色・橙色が指定されている                               |
| 羽咋郡 | 宝達志水町 |        | 「宝」を意匠化し、図案化したもの                              | 2005年7月1日  | 色は「う」冠は緑色・「玉」は青色が指定されている                                     |
| 鹿島郡 | 中能登町   |        | 「中」を図案化したもの                                        | 2005年3月1日  | 色は緑色・青色・橙色が指定されている 2004年12月6日に公表され、翌年3月1日に制定される |
| 鳳珠郡 | 穴水町     |        | 「穴」を鳩にあしらい図案化したもの                            | 1959年1月10日 |                                                                                      |
| 鳳珠郡 | 能登町     |        | 「N」の形から、人と人とが手を取り合って見えるように表したもの | 2005年3月1日  | 色は緑色・水色・橙色が指定されている                                                 |

## 廃止された市町村章
| 市郡   | 町村     | 市町村章 | 由来 | 制定日         | 廃止日        | 備考                                                                 |
| ------ | -------- | -------- | --- | -------------- | ------------- | -------------------------------------------------------------------- |
| 鹿島郡 | 七尾町   |          | クローブを表したもの                                                                                               | 天保年間       | 1939年7月20日 | 町村制施行前から制定され、制定後に継承される                         |
| 河北郡 | 高松町   |          | 「タカ」を図案化し、円と両側の翼で表したもの                                                                       | 1959年12月21日 | 2004年3月1日  |                                                                      |
| 河北郡 | 宇ノ気町 |          | 「う」を図案化し、宇ノ気の「宇」で宇宙のように広い発展を意味したもの                                               | 1962年4月5日   | 2004年3月1日  |                                                                      |
| 河北郡 | 七塚町   |          | 「な」を図案化したもの                                                                                             | 1962年8月8日   | 2004年3月1日  |                                                                      |
| 七尾市 |          |          | クローブを表し、その中に畠山氏の紋章を配したもの                                                                   | 1940年2月22日  | 2004年10月1日 | 初代の市章である                                                     |
| 鹿島郡 | 田鶴浜町 |          | 「た」を図案化したもの                                                                                             | 1965年6月19日  | 2004年10月1日 |                                                                      |
| 鹿島郡 | 中島町   |          | 「な」を図案化したもの                                                                                             | 1956年6月23日  | 2004年10月1日 |                                                                      |
| 鹿島郡 | 能登島町 |          | 太い線は「のと」・中央は三本線を表している                                                                         | 1965年3月2日   | 2004年10月1日 | 色は青色が指定されている                                             |
| 松任市 |          |          | 「マ」を組み合わせたもの                                                                                           | 1970年4月1日   | 2005年2月1日  | 松任町制時の1957年に松任町章として制定され、市制施行後に再制定された |
| 石川郡 | 美川町   |          | 「力」を丸く、三つ輪にしたもの                                                                                     | 1964年9月21日  | 2005年2月1日  |                                                                      |
| 石川郡 | 鶴来町   |          | 「ツ」を円形と菱形にし、図案化したもの                                                                             | 1955年9月30日  | 2005年2月1日  |                                                                      |
| 石川郡 | 河内村   |          | 「か」を図案化したもの                                                                                             | 1971年4月1日   | 2005年2月1日  |                                                                      |
| 石川郡 | 吉野谷村 |          | 三つの山は中宮地区・中部地区・吉野地区を意味し「吉」を配し、三地区が囲んだものを表したもの                         | 1971年4月1日   | 2005年2月1日  |                                                                      |
| 石川郡 | 鳥越村   |          | 「と」を飛鳥に想像し、図案化したもの                                                                               | 1971年4月1日   | 2005年2月1日  |                                                                      |
| 石川郡 | 尾口村   |          | 「オ」を図案化したもの                                                                                             | 1971年4月1日   | 2005年2月1日  |                                                                      |
| 石川郡 | 白峰村   |          | 「シ」を図案化したもの                                                                                             | 1971年4月1日   | 2005年2月1日  |                                                                      |
| 能美郡 | 辰口町   |          | 「タ」を円形に図案化したもの                                                                                       | 1956年1月20日  | 2005年2月1日  |                                                                      |
| 能美郡 | 寺井町   |          | 「テライ」を組合せて図案化したもの                                                                                 | 1956年10月1日  | 2005年2月1日  | 1975年1月1日に施行された                                             |
| 能美郡 | 根上町   |          | 「ネ」を図案化したもの                                                                                             | 1956年10月1日  | 2005年2月1日  |                                                                      |
| 鳳至郡 | 能都町   |          | 「のと」と「和（○）」を図案化したもの                                                                              | 1975年6月10日  | 2005年3月1日  |                                                                      |
| 鳳至郡 | 柳田村   |          | 「や」を平仮名の太字に図案化したもの                                                                               | 1969年7月1日   | 2005年3月1日  |                                                                      |
| 珠洲郡 | 内浦町   |          | 「う」を基にし、鎌と碇を組み合わせたもの                                                                           | 1961年10月1日  | 2005年3月1日  |                                                                      |
| 鹿島郡 | 鳥屋町   |          | 「と」を水鳥の形に図案化したもの                                                                                   | 1975年8月16日  | 2005年3月1日  |                                                                      |
| 鹿島郡 | 鹿島町   |          | 外側は旧四村（越路町・御祖村・滝尾村・久江村）を合わせて「和」とし、中側に「カシマ」を時計回りにして図案化したもの | 1974年9月28日  | 2005年3月1日  |                                                                      |
| 鹿島郡 | 鹿西町   |          | 「6・織機の歯車・農業（稲穂）・鹿の角」の四点をシンポライズし、図案化したもの                                      | 1962年7月1日   | 2005年3月1日  |                                                                      |
| 羽咋郡 | 志雄町   |          | 「志」を六角と三つの菱形に形どり、二つの三角形を上下の位置方向に組み合わせたもの                                   | 1969年12月8日  | 2005年3月1日  |                                                                      |
| 羽咋郡 | 押水町   |          | 「水」を樹木で図案化したもの                                                                                       | 1965年11月3日  | 2005年3月1日  |                                                                      |
| 羽咋郡 | 志賀町   |          | 「シ」をハトにかたどったもの                                                                                       | 1971年6月15日  | 2005年9月1日  | 初代の町章である                                                     |
| 羽咋郡 | 富来町   |          | 「と」を意匠化したもの                                                                                             | 1971年9月28日  | 2005年9月1日  |                                                                      |
| 加賀市 |          |          | 「カ」を二つ円形に組み合せたもの                                                                                   | 1958年1月1日   | 2005年10月1日 | 初代の市章である                                                     |
| 江沼郡 | 山中町   |          | 「山中」を図案化したもの                                                                                           | 1959年10月10日 | 2005年10月1日 |                                                                      |
| 輪島市 |          |          | 中心の輪を「マ」が四つで囲み、「輪四マ」から「輪じま」を表したもの                                                 | 1957年10月2日  | 2006年2月1日  | 初代の市章である 前大峰の作品である                                  |
| 鳳珠郡 | 門前町   |          | 「モン」をモノグラム化したもの                                                                                     | 1963年8月26日  | 2006年2月1日  |                                                                      |

### 書籍
- 小学館辞典編集部 編『図典 日本の市町村章』（初版第1刷）小学館、2007年1月10日。ISBN 4095263113。
- 近藤春夫『都市の紋章 : 一名・自治体の徽章』行水社、1915年。NDLJP:955061
- 中川幸也『シリーズ人間とシンボル第2号「都市の旗と紋章」』中川ケミカル、1987年10月11日。
- 丹羽基二『日本の市章 （西日本）』保育社、1984年5月5日。
- 望月政治『都章道章府章県章市章のすべて』日本出版貿易株式会社、1973年7月7日。
- NHK情報ネットワーク『NHKふるさとデータブック4 [北陸・甲信越]』日本放送協会、1992年4月1日。

### 自治体書籍
- かほく市役所『かほく市例規集』石川県かほく市。
- 七尾市役所『旧・七尾市例規集』石川県七尾市。
- 田鶴浜町役場『田鶴浜町例規集』石川県鹿島郡田鶴浜町。
- 中島町役場『中島町例規集』石川県鹿島郡中島町。
- 能登島町役場『能登島町例規集』石川県鹿島郡能登島町。
- 松任市役所『松任市例規集』石川県松任市。
- 美川町役場『美川町例規集』石川県石川郡美川町。
- 鶴来町役場『鶴来町例規集』石川県石川郡鶴来町。
- 河内村役場『河内村例規集』石川県石川郡河内村。
- 吉野谷村役場『吉野谷村例規集』石川県石川郡吉野谷村。
- 鳥越村役場『鳥越村例規集』石川県石川郡鳥越村。
- 尾口村役場『尾口村例規集』石川県石川郡尾口村。
- 白峰村役場『白峰村例規集』石川県石川郡白峰村。
- 辰口町役場『辰口町例規集』石川県能美郡辰口町。
- 寺井町役場『寺井町例規集』石川県能美郡寺井町。
- 能登町役場『能登町例規集』石川県鳳洲郡能登町。
- 能都町役場『能都町例規集』石川県鳳至郡能都町。
- 柳田村役場『柳田村例規集』石川県鳳至郡柳田村。
- 内浦町役場『内浦町例規集』石川県珠洲郡内浦町。
- 鳥屋町役場『鳥屋町例規集』石川県鹿島郡鳥屋町。
- 鹿島町役場『鹿島町例規集』石川県鹿島郡鹿島町。
- 鹿西町役場『鹿西町例規集』石川県鹿島郡鹿西町。
- 志雄町役場『志雄町例規集』石川県羽咋郡志雄町。
- 押水町役場『押水町例規集』石川県羽咋郡押水町。
- 志賀町役場『旧・志賀町例規集』石川県羽咋郡志賀町。
- 加賀市役所『旧・加賀市例規集』石川県加賀市。
- 山中町役場『山中町例規集』石川県江沼郡山中町。
- 輪島市役所『旧・輪島市例規集』石川県輪島市。